# Августа фон Саксония-Майнинген
Августа Луиза Аделхайд Каролина Ида фон Саксония-Майнинген (на немски: Auguste Luise Adelheid Caroline Ida von Sachsen-Meiningen; * 6 август 1843, Майнинген; † 11 ноември 1919, Алтенбург) от ернестинската линия на Ветините, е принцеса от Саксония-Майнинген и чрез женитба принцеса на Саксония-Алтенбург.

## Биография
Тя е дъщеря на херцог Бернхард II фон Саксония-Майнинген (1800 – 1882) и съпругата му принцеса Мария Фридерика фон Хесен-Касел (1804 – 1888), дъщеря на курфюрст Вилхелм II фон Хесен-Касел (1777 – 1847) и принцеса Августа Пруска (1780 – 1841). Сестра е на Георг II (1826 – 1914) от 1866 г. херцог на Саксония-Майнинген.
Августа се омъжва на 15 октомври 1862 г. в Майнинген за принц Мориц фон Саксония-Алтенбург (* 24 октомври 1829; † 13 май 1907, Арко, Италия), вторият син на херцог Георг Карл Фридрих фон Саксония-Алтенбург (1796 – 1853) и Мария фон Мекленбург (1803 – 1862). Той е с четиринадесет години по-стар от нея. По случай женитбата Мориц получава от крал Вилхелм I от Прусия новосъздадения „голям кръст на ордена на червения орел“.
Августа мира на 11 ноември 1919 г. на 76 години в Алтенбург.

## Деца
Августа и Мориц имат пет деца:
- Мария Анна (* 14 март 1864, Алтенбург; † 3 май 1918, Бюкебург), омъжена на 16 април 1882 г. в Алтенбург за княз Георг фон Шаумбург-Липе (* 10 октомври 1846, Бюкебург; † 29 април 1911, Бюкебург)
- Елизавета Маврикиевна (* 25 януари 1865, Майнинген; † 24 март 1927, Лайпциг), омъжена на 27 април 1884 г. в Санкт Петербург за руския велик княз Константин Константинович (* 10 август 1858, Стрелна; † 2 юни 1915, Павловск), внук на цар Николай I
- Маргарета Мария Агнес Аделхайд Каролина Фридерика (* 22 май 1867, Алтенбург; † 17 юни 1882, Алтенбург)
- Ернст II Бернхард Георг Йохан Карл Фридрих Петер Албрехт фон Саксония-Алтенбург (* 31 август 1871, Алтенбург; † 22 март 1955, дворец „Фрьолихе Видеркунфт“), херцог на Саксония-Алтенбург, женен I. на 17 февруари 1898 г. в Бюкебург за принцеса Аделхайд фон Шаумбург-Липе (* 22 септември 1875, Ратибориц; † 27 януари 1971, Баленщет), II. на 15 юли 1934 г. в дворец „Фрьолихе Видеркунфт“ за фрайфрау Мария Трибел фон Ризенек (* 16 октомври 1893, Валтерсхаузен; † 1955)
- Луиза Шарлота Мария Агнес (* 11 август 1873, Алтенбург; † 14 април 1953, Алтенбург), омъжена на 6 февруари 1895 г. в Алтенбург за херцог Едуард фон Анхалт (* 18 април 1861, Десау; † 13 септември 1918, Берхтесгаден)